# День «Д», 6 июня
«День „Д“, 6 июня» (англ. D-Day the Sixth of June) — американский цветной широкоэкранный романтический военный фильм 1956 года, снятый режиссёром Генри Костером, основанный на романе «Шестое июня» Лайонела Шапиро.

## Сюжет
Шестое июня 1944 года. Союзные войска готовятся к высадке в Нормандии. Перед высадкой основных сил союзников на побережье шестой специальный отряд (совместное американо-британско-канадское подразделение коммандос) отправляется уничтожать особо укреплённую немецкую огневую точку. Пока десантный корабль идёт к побережью, командир подразделения, британский лейтенант-полковник Джон Уинтер и его подчинённый, американский капитан Брэд Паркер, живут воспоминаниями о прошлых годах и романтическом времени, проведённом с одной и той же женщиной по имени Валери Рассел. Когда корабль достигает побережья Нормандии, время для воспоминаний заканчивается. После успешного выполнения задания раненый лейтенант-полковник Уинтер, ожидая эвакуации, погибает, наступив на мину. А тяжело раненого капитана Паркера доставляют в госпиталь в Англию, где перед отправкой на родину его навещает и в последний раз обнимает Валери Рассел…

## В ролях
- Роберт Тейлор — капитан Брэд Паркер
- Рисард Тодд — лейтенант-полковник Джон Уинтер
- Дана Уинтер — Валери Рассел
- Эдмонд О’Брайен — лейтенант-полковник / полковник Александр Тиммер
- Джон Уильямс — бриг. Рассел
- Джерри Пэрис — Рэймонд Бойс
- Роберт Гист — Дэн Стеник
- Ричард Уайлер — Дэвид Арчер
- Росс Эллиотт — майор Миллс
- Алекс Финлейсон — полковник Дуг Харкинс

В титрах не указаны
- Ричард Ахерн[англ.] — корреспондент Грейнджер
- Парли Бэр[англ.] — сержант Герберт
- Вирджиния Кэрролл — американская медсестра
- Фред Коби[англ.] — медик
- Барри Коу — рулевой
- Сирил Делеванти[англ.] — гардеробщик
- Дуглас Эванс[англ.] — капитан корабля
- Даббс Грир — капрал Аткинсон
- Томас Браун Генри[англ.] — генрал Болтхаус
- Лиллиан Кембл-Купер — британская медсеста
- Колин Кенни[англ.] — посетитель бара
- Куини Леонард[англ.] — капрал в поезде
- Бойд Морган[англ.] — сержант Том Брукс
- Дэмиан О’Флинн[англ.] — генерал Пайк
- Роберт Паттен[англ.] — петти-офицер[англ.]
- Том Питтман[англ.] — офицер ВВС
- Джке Рейн[англ.] — офицер
- Реджинальд Шеффилд[англ.] — владелец отеля
- Бен Райт — генерал Милленсбек

## Съёмочная группа
- Режиссёр: Генри Костер
- Продюсер: Чарльз Брэкетт
- Сценаристы: Гарри Браун, Иван Моффат
- Оператор: Ли Гармс
- Композитор: Лин Мюррей